# Robert Strauss
Robert Strauss est un acteur américain né le 8 novembre 1913 à New York et décédé le 20 février 1975.

## Filmographie
- 1942 : Native Land de Leo Hurwitz et Paul Strand : Frank Mason, épicier
- 1949 : Hold That Baby! (en) de Reginald Le Borg : Two $10's for a Five
- 1950 : The Sleeping City de George Sherman : Lieutenant Barney Miller
- 1952 : La Polka des marins (Sailor Beware) de Hal Walker : CPO Lardoski
- 1952 : Parachutiste malgré lui (Jumping Jacks) de Norman Taurog : Sergent McClusky
- 1953 : La Belle Rousse du Wyoming (The Redhead from Wyoming) de Lee Sholem : 'Knuckles' Hogan
- 1953 : Stalag 17 de Billy Wilder : Stanislas Kasava
- 1953 : Il y aura toujours des femmes (Here Come the Girls) de Claude Binyon : Jack the Slasher
- 1953 : Un acte d'amour (Act of Love) d'Anatole Litvak : Sergent Johnny Blackwood
- 1953 : Un galop du diable (Money from Home) de George Marshall : Seldom Seen Kid
- 1954 : The Atomic Kid (en) de Leslie H. Martinson : Stan Cooper
- 1954 : Les Ponts de Toko-Ri (The Bridges at Toko-Ri) de Mark Robson : Beer Barrel
- 1955 : Sept Ans de réflexion (The Seven Year Itch) de Billy Wilder : Mr Kruhulik
- 1955 : L'Homme au bras d'or (The Man with the Golden Arm) d'Otto Preminger : Schwiefka
- 1956 : Attaque (Attack) de Robert Aldrich : Bernstein
- 1958 : Gangster no 1 (I Mobster) de Roger Corman : Black Frankie Udino
- 1958 : Frontier Gun (en) de Paul Landres : Yubo
- 1958-1959 : Au nom de la loi (Wanted Dead or Alive) (série TV) Saison 1 épisode 18 : Brace Logan
- 1959 : Inside the Mafia (en) d'Edward L. Cahn : Sam Galey
- 1959 : Le Monstre aux abois (4D Man) : Roy Parker
- 1959 : Li'l Abner (en) de Melvin Frank : Romeo Scragg
- 1960 : L'Île des Sans-soucis (Wake Me When It's Over) de Mervyn LeRoy : Sgt. Sam Weiscoff
- 1960 : September Storm (en) de Byron Haskin : Ernie Williams
- 1961 : Dondi d'Albert Zugsmith (en) : Sammy Boy
- 1961 : The Last Time I Saw Archie (en) de Jack Webb : Stanley Erlenheim
- 1961 : Twenty Plus Two (en) de Joseph M. Newman : Jimmy Honsinger
- 1961 : Le Dompteur de femmes (The George Raft Story) de Joseph M. Newman : Frenchie
- 1962 : Des filles... encore des filles (Girls! Girls! Girls!), de Norman Taurog : Sam
- 1963 : Le Piment de la vie (The Thrill of It All) de Norman Jewison : Chef truck driver
- 1963 : The Wheeler Dealers d'Arthur Hiller : Feinberg, Taxi Driver
- 1964 : La diligence partira à l'aube (Stage to Thunder Rock) de William F. Claxton : Bob Acres
- 1965 : Harlow d'Alex Segal : Hamk
- 1965 : Les Tontons farceurs de Jerry Lewis : Propriétaire de salle de billard
- 1965 : Chambre à part (That Funny Feeling) de Richard Thorpe : Barman
- 1966 : Movie Star, American Style or; LSD, I Hate You (en) d'Albert Zugsmith (en) : Joe Horner, Producteur
- 1966 : Une rousse qui porte bonheur (Frankie and Johnny) de Frederick de Cordova : Blackie
- 1967 : Fort Utah de Lesley Selander : Ben Stokes
- 1968 : Le Virginien  (TV) (La liste)  Saison 6 épisode 02 : Ben Roper
- 1971 : Dagmars heta trosor (sv) de Vernon P. Becker (sv) : John Blackstone
- 1975 : The Noah (en) de Daniel Bourla : Noah